# Bernard Dubois (réalisateur)
Pour les articles homonymes, voir Bernard Dubois et Dubois.
Bernard Dubois est un réalisateur de cinéma français né le 26 octobre 1945 à Méry-sur-Oise.

## Filmographie

### Réalisateur

#### Cinéma
- 1973 : L'Avance (court métrage), complément de programme de L'Histoire d'Adèle H.
- 1974 : Mimi Tatata (court métrage)
- 1976 : Les Lolos de Lola avec Jean-Pierre Léaud, Zouzou
- 1980 : Parano avec Jean-Pierre Léaud, Joe Dallesandro, Agathe Vannier
- 1980 : J'ai voulu rire comme les autres avec Julien Dubois, Agathe Vannier
- 1984 : Paris vu par... 20 ans après, segment Place Clichy avec Julien Dubois, Agathe Vannier
- 1988 : Dernier cri avec Christine Laurent, Julien Dubois, Agathe Vannier
- 1989 : Personne ne m'aime avec Catherine Frot, Delphine Zentout

#### Télévision

##### Série télévisée
- 1977 et 1984 : Cinéma 16 - 2 téléfilms : 
  - 1977 : Au bout du printemps avec Niels Arestrup, Agathe Vannier
  - 1984 : La Mèche en bataille avec Aurore Clément, François Cluzet, Agathe Vannier
- 1989 : Les compagnons de l'aventure
- 1992 : Lycée alpin
- 1993 : Les Intrépides
- 1994 : Extrême Limite
- 1999 : Manatea, les perles du Pacifique

### Acteur
- 1975 : Né- de Jacques Richard
- 1976 : Les Écrans déchirés de Jacques Richard
- 1979 : Le Rouge de Chine de Jacques Richard
- 1986 : Cinématon #770 de Gérard Courant
- 1986 : Couple #24 de Gérard Courant
- 1986 : À plein Piot, Portrait de groupe #33 de Gérard Courant
- 1986 : La Famille Dubois, Portrait de groupe #45 de Gérard Courant
- 1986 : Chez Bernard Dubois, Portrait de groupe #49 de Gérard Courant
- 1991 : Nord de Xavier Beauvois

### Assistant réalisateur
- 1974 : La Gueule ouverte de Maurice Pialat
- 1970 : La Maison des bois de Maurice Pialat

### Assistant monteur
- 1973 : Je sais rien, mais je dirai tout de Pierre Richard